# 정종원 (스키 선수)
정종원(1992년 1월 29일~)은 대한민국의 크로스컨트리 스키 선수이다. 2022년 동계 올림픽에 대한민국 국가대표로 참가했다.